# فهرست ژانرهای موسیقی الکترونیک
این یک فهرست از سبک‌های موسیقی الکترونیک است که در درجه اول بوسیله آلات موسیقی الکترونیک یا تکنولوژی موسیقی الکترونیک ساخته می‌شوند. امروزه تفاوتی میان صداهای تولید شده بوسیله سیستم‌های الکترومکانیکی با صداهایی که با آلات موسیقی الکترونیک ساخته می‌شوند، ایجاد شده‌است. از نمونه‌های دستگاه‌های تولید صدای الکترومکانیکی می‌توان به تل‌هارمونیوم، ارگ هموند و گیتار الکتریک اشاره کرد، در حالی که صداهای الکترونیک خالص بوسیلهٔ سازهای الکترونیکی همچون ترمین، سینث‌سایزر و رایانه به دست می‌آیند. با این حال، سبک‌های موسیقی الکترونیک همیشه وابسته به سازبندی نیستند.

## سبک‌ها
- الکترو
  - موسیقی فری‌استایل
- الکتروآکوستیک
  - موسیقی آکوسماتیک
  - موسیقی کانکریت
- الکترونیکا
  - برلین اسکول
  - چیل‌ویو
  - داب‌ترونیکا
  - سینث‌ویو
  - فانکترونیکا
  - فولکترونیکا
  - لایوترونیکا
  - لپترونیکا
  - ویپورویو
- الکترونیک راک
  - اتریل ویو
  - اسپیس راک
  - آلترنیتیو دنس
    - ایندیترونیکا

  - الکتروکلش
  - الکترونیکور
  - دارک ویو
  - دنس-پانک
  - سینث‌پاپ
  - سینث‌پانک
  - کراوت راک
  - کلد ویو
  - مینیمال‌ویو
  - نیو ریو
  - نیو-گیز
- امبینت
  - امبینت اینداستریال (امبینت صنعتی)
  - امبینت داب
  - دارک امبینت
  - دْرون
- اینداستریال
  - اگروتک
  - الکترو اینداستریال
  - اینداستریال راک
  - اینداستریال متال
  - پاور الکترونیکز
    - دث اینداستریال

  - پاور نویز
  - جَپانویز
  - دارک الکترو
  - سایبرگریند
  - فیوچرپاپ
  - موسیقی الکترونیک بادی
  - نویه دویچه هرته
- برِیک بیت
  - اسید بریکز
  - بالتیمور کلاب
  - بروکن بیت
  - بیگ بیت
  - فلوریدا بریکز
    - میامی بیس
    - نیو فانک

  - نیو اسکول بریکز
- پست دیسکو
  - الکتروپاپ
  - بوگی
  - دنس پاپ
  - دنس راک
- ترنس
  - آپلیفتینگ ترنس
  - اسید ترنس
  - ایبیزا ترنس
  - بالیاریک ترنس
  - پراگرسیو ترنس
  - تک ترنس
  - دریم ترنس
  - سایکدلیک ترنس
    - سوئومیساندی

  - بیروت ترنس
  - گوا ترنس
  - نیتزهونوت
  - وکال ترنس
  - هارد ترنس
- تکنو
  - اسید تکنو
  - تک دامب
  - تکنو برگا
  - داب تکتو
  - دیترویت تکنو
  - فری تکنو
  - مینیمال تکنو
  - نورتک
  - هاردتکنو
- جانگل
  - دارک کور
  - راگا-جانگل
  - راگاکور
- داب
- داون تمپو (تمپو پایین)
  - اتنیک الکترونیکا
  - اسید جاز
  - تریپ هاپ
  - چیل اوت
  - سایبینت
  - فلامنکو چیل
  - موسیقی عصر نو
- درام اند بیس
  - تک استپ
  - جاز استپ
  - جامپ-آپ
  - دارک استپ
  - درام‌استپ
  - درام فانک
  - دریل اند بیس
  - سامباس
  - فانک استپ
  - لیکویید فانک
  - نیوروفانک
  - هارد استپ
- دیسکو
  - اسپیس دیسکو
  - ایتالو دیسکو
  - دیسکو پولو
  - کاسمیک دیسکو
  - یورو دیسکو
- موسیقی بازی ویدئویی
  - اسکویی
  - چیپ تیون
    - بیت پاپ
    - موسیقی گیم بوی

  - نینتندوکور
- موسیقی رقص هوشمند (آی دی ام)
  - گلیچ
    - گلیچ هاپ

  - وانکی
- هارداستایل
  - جامپ استایل
  - داب استایل
  - لنتو وایلنتو
- هاردکور/گبر
  - ۴-ضرب
  - اسپیدکور
  - بانسی تکنو
  - بریک بیت هاردکور
  - بریک کور
  - دارک کور
  - دیجیتال هاردکور
  - ماکینا
  - هپی هاردکور
  - یو-کی هاردکور
- هاوس
  - اسید هاوس
  - الکترو سوینگ
  - الکترو هاوس
    - بیگ روم
    - فیجت هاوس
    - کامپلکسترو
    - مومباهتون
      - مومباهکور

  - امبینت هاوس
  - اوتسایدر هاوس
  - ایتالو هاوس
  - بالیاریک بیت
  - پراگرسیو هاوس
  - ترایبل هاوس
  - ترپ
    - دریل

  - تروپیکال هاوس
  - تِک هاوس
  - جاز هاوس
  - دیپ هاوس
    - فیوچر هاوس

  - دیوا هاوس/هندبگ هاوس
  - راراتک
  - شیکاگو هاوس
  - فانکی هاوس
  - فرنچ هاوس
  - کوایتو
  - گاراژ هاوس
  - گتو هاوس
    - گتوتک

  - لاتین هاوس
  - میکروهاوس/مینیمال هاوس
  - نیوبیت
  - نیو دیسکو
  - ویچ هاوس/درگ
  - هاردبگ
  - هارد هاوس
    - هارد-ان آر جی (هارد انرژی)
      - نیو-ان آر جی (نو انرژی)

  - هیپ هاوس
- های-ان آر جی (های-انرژی)
  - یوروبیت
  - یورودنس
    - ایتالودنس
    - بابلگام دنس
- یو-کی گاراژ
  - اسپید گاراژ
    - باسلاین/۴×۴ گاراژ

  - بریک استپ
  - تو-استپ گاراژ
    - داب‌استپ
      - برواستپ
      - پست داب‌استپ

  - فیوچر گاراژ
  - گرایم
    - گریندی

  - یو-کی فانکی